# Santi Coch
Santi Coch (Vimbodí, Tarragona, 27 de mayo de 1960 - 12 de septiembre de 2024)  fue un futbolista y entrenador de fútbol español que jugó en la posición de defensa.

## Carrera

### Jugador
| Periodo   | Club                   | Apariciones | Goles |
| --------- | ---------------------- | ----------- | ----- |
| 1977–1994 | Gimnàstic de Tarragona | 464         | 5     |
| 1978–1979 | → CD La Cava (cedido)  | 27          | 0     |

### Entrenador
En 2005 Coch pasó a ser el entrenador del equipo filial del Gimnàstic, el CF Pobla de Mafumet. Duró en el puesto cinco temporadas hasta 2010 para luego ser incluido en el cuerpo técnico del Gimnàstic.
El 9 de septiembre de 2017 tras la renuncia de Lluís Carreras, Coch pasó a ser entrenador asistente del primer equipo que en ese momento era dirigido por Rodri.

## Vida personal
Coch proviene de una familia de futbolistas. Su hermano mayor Enric fue guardameta, su hermano gemelo Ramón jugó de delantero. Sus hijos Joel y Denis jugaron de centrocampistas en el Pobla, y su sobrino Aleix juega de defensa.